# Chronologie de la Slovénie
Chronologie de l'histoire de la Slovénie à propos des peuples qui ont vécu ou vivent dans l'actuelle Slovénie.

## 1950
- 1954 : l'indépendance de Trieste expire après le London Memorandum qui est signé par les États-Unis, le Royaume-Uni, l'Italie et la Yougoslavie. Trieste devient italienne. La Slovénie garde le nord de l'Istrie.
- 1955 : Josip Broz Tito et Nikita Khrouchtchev signent la déclaration de Belgrade, qui reconnait la Yougoslavie comme un pays socialiste.

## 1970
- 1978 : le chemin de fer du sud est électrifié.

## 1980
- 4 mai 1980 : Tito meurt dans l'hôpital central de Ljubljana.

## Années 2000
- 6 octobre 2002 : la Communauté Européenne accepte la candidature pour son entrée dans l'UE,  ainsi que de 9 autres pays : Chypre, la République tchèque, l'Estonie, la Hongrie, la Lettonie, la Lituanie, Malte, la Pologne et la Slovaquie.
- 10 novembre 2002 : 3e élections présidentielles pour 2002-2007. Il y a neuf candidats.
- 21 novembre 2002 : durant la convention de l'OTAN à Prague, l'OTAN invite la Slovénie et six autres pays à les rejoindre : Estonie, Lettonie, Lituanie, Slovaquie, Bulgarie et Roumanie.
- 1er décembre 2002 : second tour des élections présidentielles. Janez Drnovšek devient le second président de la Slovénie pour la période de  2003-2008 face au candidat Barbara Brezigar.
- 23 mars 2003 : organisation d'un référendum pour son entrée dans l'UE et l'OTAN. Le oui l'emporte.
- 29 mars 2004 : la Slovénie ainsi que six autres pays du pacte de Varsovie rejoignent l'OTAN : Bulgarie, Estonie, Lettonie, Lituanie, Roumanie et Slovaquie.
- 1er mai 2004 : la Slovénie entre dans l'Union Européenne avec  Chypre, la République tchèque, l'Estonie, la Hongrie, la Lettonie, la Lituanie, Malte, la Pologne et la Slovaquie. Les Slovènes deviennent membres de la zone de libre échange, et se préparent à adopter l'euro comme monnaie.
- 1er janvier 2007 : la Slovénie adopte l'euro comme monnaie nationale.
- 1er janvier 2008 : la Slovénie préside pour la première fois le Conseil de l'Union européenne.